# كأس الاتحاد الإفريقي 2000
كأس الاتحاد الإفريقي 2000 هي النسخة التاسعة من كأس الاتحاد الإفريقي ، مسابقة الأندية الإفريقية القارية للوصيفين في الدوريات المحلية. وفاز باللقب نادي شبيبة القبائل الجزائري الذي تغلب على نادي الإسماعيلي المصري بقاعدة الأهداف خارج الأرض في المباراة النهائية بعد أن حل التعادل في مجموع المباراتين 1-1.
وهي البطولة القارية الثالثة للاتحاد الإفريقي لكرة القدم

## الدور التمهيدي
| الفريق الأول   | إجم.      | الفريق الثاني             | مباراة الذهاب | مباراة الإياب |
| -------------- | --------- | ------------------------- | ------------- | ------------- |
| شينغال دي تيتي | 1–1 (4–2) | نادي ديبورتيفو إيلا نغيما | 0–1           | 1–0           |

## الدور الأول
| الفريق الأول            | إجم. | الفريق الثاني                            | مباراة الذهاب | مباراة الإياب |
| ----------------------- | ---- | ---------------------------------------- | ------------- | ------------- |
| الإسماعيلي              | 7–4  | نادي المحلة                              | 5–1           | 2–3           |
| حي العرب                | 2–0  | شبانة كيسي                               | 2–0           | 0–0           |
| نادي متيبوا شوغر        | 5–1  | موتشودي سنتر تشيفز                       | 3–0           | 2–1           |
| القطن                   | 4–1  | توت بواسانت ميستير                       | 2–0           | 2–1           |
| أواسا سيتي إف سي        | 2–1  | موكورا فيكتوري ‏                          | 2–0           | 0–1           |
| هارتلاند                | 5–2  | نادي مبيلينغا                            | 3–0           | 2–2           |
| النجم الرياضي الساحلي   | 11–0 | شينجال دي تيتي                           | 10–0          | 1–0           |
| شركة السكر ‏             | 2–0  | ريال بانجول ‏                             | 1–0           | 1–0           |
| نادي ستاد أبيدجان       | w/o1 | إيه سي سيماسي                            | —             | —             |
| النادي الرياضي البنزرتي | 3–2  | الاتحاد الرياضي للقوات المسلحة البوركيني | 2–0           | 1–2           |
| شبيبة القبائل           | w/o1 | أولاد موندو                              | —             | —             |
| تي بي مازيمبي           | 7–2  | أكاديمية دو لوبيتو                       | 4–0           | 3–2           |
| نادي الوداد الرياضي     | w/o1 | سانت أنطونيوس ‏                           | —             | —             |
| أوسفاس باماكو           | 2–3  | كيب كوست ديوارتس ‏                        | 2–0           | 0–3           |
| كايزر تشيفز             | 6–2  | مبابان هايلاندرز                         | 5–2           | 1–0           |
| نشانجا رينجرز إف سي     | 2–0  | دي أس ايه أنتاناناريفو                   | 1–0           | 1–0           |

انسحب سيماسي وأسلاد موندو وسانت أنتوني قبل مباراة الذهاب

## الدور الثاني
| الفريق الأول          | إجم.    | الفريق الثاني           | مباراة الذهاب | مباراة الإياب |
| --------------------- | ------- | ----------------------- | ------------- | ------------- |
| الإسماعيلي            | w/o1    | حي العرب                | 8–0           | —1            |
| نادي متيبوا شوغر      | 0–3     | القطن                   | 0–1           | 0–2           |
| أواسا سيتي إف سي      | 2-3     | هارتلاند                | 1–1           | 1–2           |
| النجم الرياضي الساحلي | 4–2     | شركة السكر ‏             | 3–0           | 1–2           |
| نادي ستاد أبيدجان     | (a) 4–4 | النادي الرياضي البنزرتي | 3–0           | 1–4           |
| شبيبة القبائل         | 5–2     | تي بي مازيمبي           | 5–0           | 0–2           |
| الوداد                | 2–3     | كيب كوست ديوارتس ‏       | 2–1           | 0–2           |
| كايزر تشيفز           | 0–2     | نشانجا رينجرز           | 0–2           | 0–0           |

1 حي العرب أنسحب بعد المباراة الأولي

## ربع النهائي
| الفريق الأول        | إجم.        | الفريق الثاني         | مباراة الذهاب | مباراة الإياب |
| ------------------- | ----------- | --------------------- | ------------- | ------------- |
| نادي ستاد أبيدجان   | 2–1         | القطن                 | 2–0           | 0–1           |
| الإسماعيلي          | 6–0         | كيب كوست ديوارتس ‏     | 4–0           | 2–0           |
| شبيبة القبائل       | 1–1 (4–1 p) | النجم الرياضي الساحلي | 1–0           | 0–1           |
| نشانجا رينجرز إف سي | 2–1         | هارتلاند              | 1–0           | 0–2           |

## نصف النهائي
| الفريق الأول | إجم. | الفريق الثاني | مباراة الذهاب | مباراة الإياب |
| ------------ | ---- | ------------- | ------------- | ------------- |
| الإسماعيلي   | 7–0  | ستاد أبيدجان  | 5–0           | 2–0           |
| هارتلاند     | 1–2  | شبيبة القبائل | 1–1           | 0–1           |

| الإسماعيلي                                                                                        | 5 – 0 | نادي ستاد أبيدجان |
| ------------------------------------------------------------------------------------------------- | ----- | ----------------- |
| مامادو كيتا 25' · همام إبراهيم 38' · سعد عبد الباقي 77' · جون أوتاكا 83' · محمد بركات 86' (ركلة.) |       |                   |

| ستاد أبيدجان | 0 – 2 | الإسماعيلي                   |
| ------------ | ----- | ---------------------------- |
|              |       | مامادو كيتا · جون أوتاكا 83' |

فاز الإسماعيلي  7-0 في مجموع المباراتين وتأهل إلى النهائي.
| هارتلاند    | 1 – 1 | شبيبة القبائل  |
| ----------- | ----- | -------------- |
| 78' (ركلة.) |       | فوزي مسوني 21' |

| شبيبة القبائل  | 1 – 0 | هارتلاند |
| -------------- | ----- | -------- |
| فوزي مسوني 20' |       |          |

فاز شبيبة القبائل 2-1 في مجموع المباراتين وتأهل إلى النهائي.

## النهائي
| الفريق الأول | إجم.      | الفريق الثاني | مباراة الذهاب | مباراة الإياب |
| ------------ | --------- | ------------- | ------------- | ------------- |
| الإسماعيلي   | 1-1 (خ.د) | شبيبة القبائل | 1-1           | 0-0           |

### مباراة الذهاب
| الإسماعيلي             | 1 – 1 | شبيبة القبائل       |
| ---------------------- | ----- | ------------------- |
| محمد بركات 60' (ركلة.) | تقرير | الوناس بن دحمان 72' |

### مباراة الإياب
| شبيبة القبائل | 0 – 0 | الإسماعيلي |
| ------------- | ----- | ---------- |
|               |       |            |

فاز شبيبة القبائل بالبطولة بمجموع المباريتان 1–1 بقانون أهداف خارج الديار

## البطل
| كأس الاتحاد الإفريقي 2000 بطل |
| ----------------------------- |
| الجزائر                       |
| شبيبة القبائل أول لقب         |